# Бонарелли, Просперо
Просперо Бонарелли делла Ровере (5 ноября 1582 или 1588, Новеллара — 9 марта 1659, Анкона) — итальянский поэт, драматург и писатель, дипломат, научный деятель. Младший брат Гвидобальдо Бонарелли.

## Биография
Сын Пьетро Бонарелли, доверенного министра герцога урбинского Гвидобальдо II делла Ровере, который в благодарность за службу дал ему графский титул (1559), а в 1571 г. сделал маркизом Орчано и признал членом герцогского семейства делла Ровере. После смерти монарха семья Бонарелли впала в немилость у его преемника и в 1575 году была вынуждена переехать в Феррару. 
Просперо служил при дворах монархов Феррары, Модены, Флоренции, потом перебрался в Вену, где служил эрцгерцогу Леопольду, а в конце жизни поселился в Анконе, где прожил до конца жизни. В этом городе он основал академию dei Caliginosi и был её бессменным президентом.
Оставил большое количество произведений разных жанров. Главные его работы: трагедии «Il Solimano» (Венеция, 1619) и «Il Medoro incoronato» (Рим, 1645); комедии в прозе: «Gli Abbagli felici», «I Fuggitivi amanti» и «Lo Spedale» (Мачерата, 1646), «Melodrami da rappresentarsi in musica» (музыкальные драмы, Анкона, 1647), трагикомическая пастораль «Imeneo» (Болонья, 1641), «Della fortuna d’Erosmando e Floridalba, istoria» (1642).
Его сын, Пьетро Бонарелли делла Ровере, был также драматургом. Известные сочинения его авторства: «Poesie dramatiche» (Рим, 1655), «Poesie liriche» (Анкона, 1655) и «Discorsi academici» (Рим, 1658).